# 蘇霍伊洛格
56°55′N 62°03′E / 56.917°N 62.050°E
蘇霍伊洛格（俄语：Сухо́й Лог）是俄羅斯斯維爾德洛夫斯克州東部的一個城市，位於州府葉卡捷琳堡以東114公里、佩什馬河畔。2002年人口36,407人。
18世紀上半葉建立。1943年建市。